# 기타우라촌 (가가와현)
기타우라촌(일본어: 北浦村)은 일본 가가와현 쇼즈군에 있던 촌이다. 현재의 도노쇼정에 해당한다.

## 역사
- 1890년 2월 15일 - 정촌제 시행에 수반해 쇼즈군 기타우라촌이 성립하였다.
- 1955년 4월 1일 - 도노쇼정, 시카이촌, 데시마촌, 오누데촌, 후치자키촌과 합병해 새로운 도노쇼정이 성립, 동일 기타우라촌은 폐지되었다

## 참고 문헌
- 角川日本地名大辞典編纂委員会, 『角川日本地名大辞典 43 香川県』, 1985, 角川書店
- 四国新聞社 編『香川年鑑』 昭和30年、四国新聞社、高松市、1954年11月30日。doi:10.11501/3022103。 NCID BB10788678。OCLC 673819408。